# Beziehungen zwischen Jemen und den Vereinigten Staaten

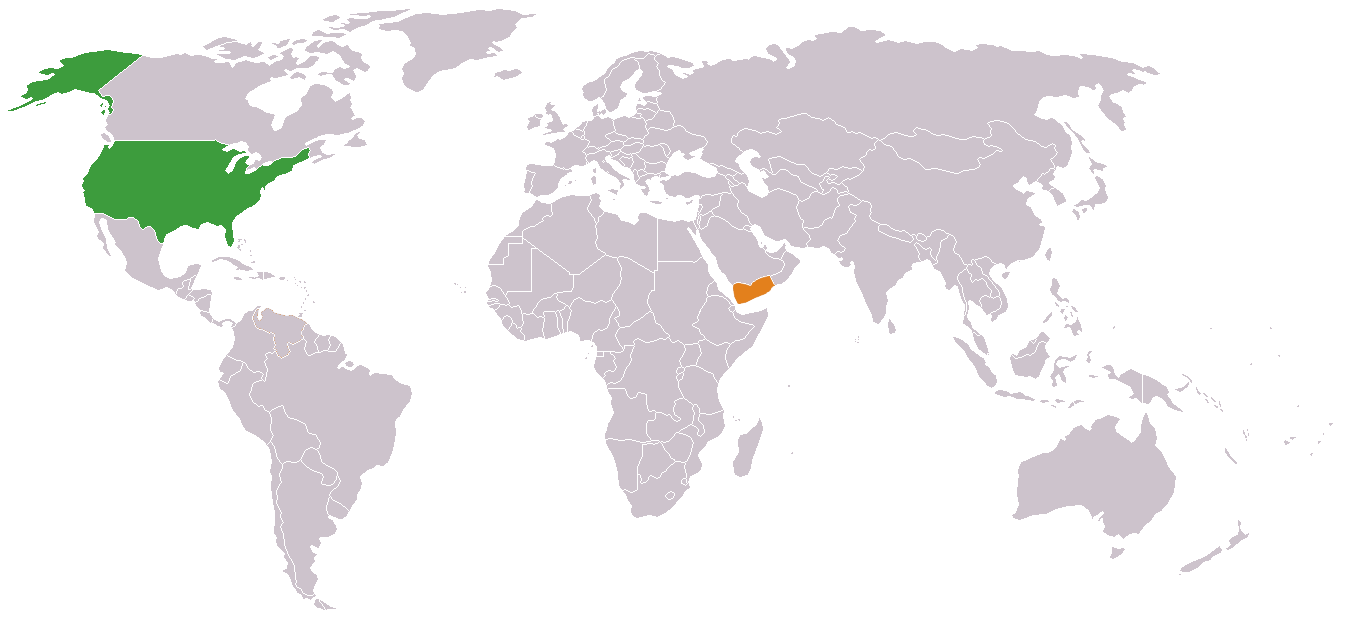
USA und Jemen

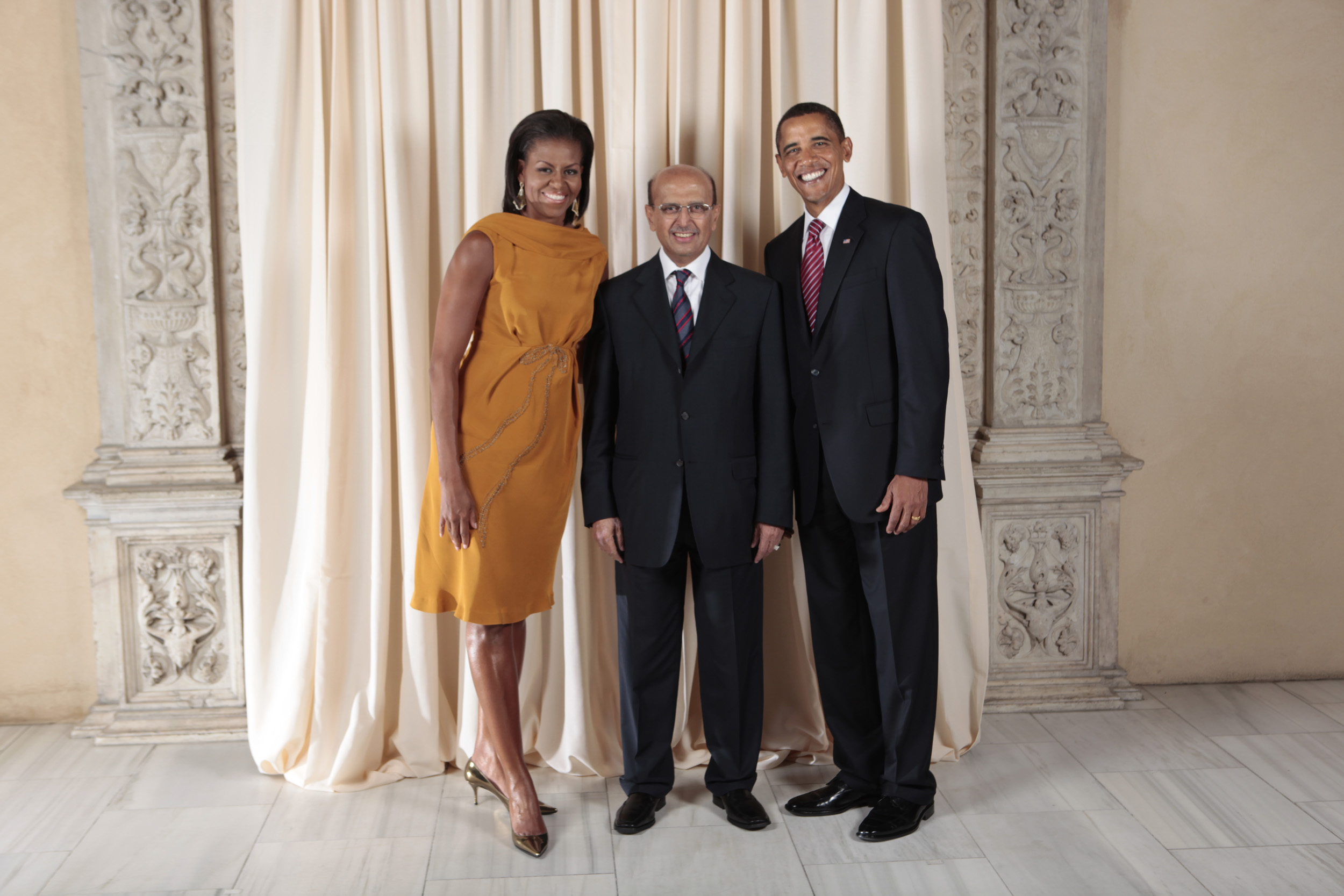
Außenminister Abubakr al-Kirbi mit Präsident Barack Obama und Michelle Obama (2009)

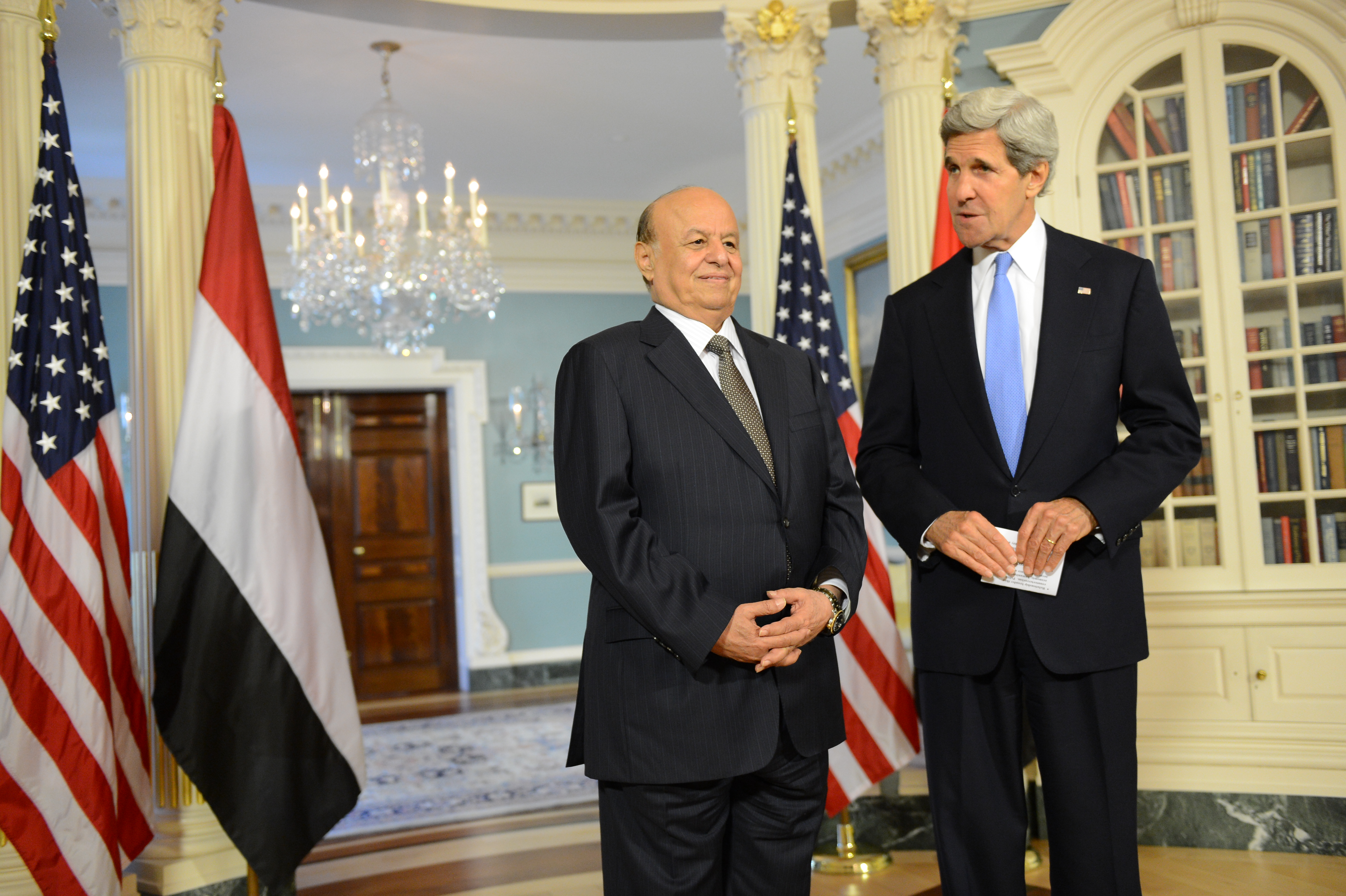
Staatspräsident Abed Rabbo Mansur Hadi mit Außenminister John Kerry (2013)

Die Beziehungen zwischen Jemen und den Vereinigten Staaten sind von Disputen im Krieg gegen den Terrorismus geprägt.
Die USA unterhielten mit dem Königreich Jemen (Nordjemen) ab 1946 und mit dessen Nachfolger, der Jemenitischen Arabischen Republik, seit der Staatsgründung 1962 diplomatische Beziehungen. Mit der Gründung der Demokratischen Volksrepublik Jemen (Südjemen) wurden 1967 auch mit diesem Staat diplomatische Beziehungen aufgenommen. Die beiden Staaten wurden 1990 zum heutigen Jemen vereinigt.
Am 12. Oktober 2000 wurde auf den amerikanischen Zerstörer Cole im Hafen von Aden ein Sprengstoffanschlag verübt.
Am 30. September 2011 wurde der US-Staatsbürger Anwar al-Awlaki, der hinter dem versuchten Anschlag auf den Northwest-Airlines-Flug 253 von 2009 gestanden haben soll, im Jemen mit einem US-Drohnenangriff getötet, zwei Wochen später sein 16-jähriger Sohn auf dieselbe Weise. Nachdem am 29. Januar 2017 auch seine achtjährige Tochter von US-Streitkräften im Jemen erschossen wurde, zog das Land seine Einwilligung zu bodengestützten Militäreinsätzen der USA zurück.
Seit 2015 residiert der US-Botschafter für Jemen in Jeddah, Saudi-Arabien.